# Campeonato Ruandês de Futebol
A Rwanda Premier League (pt: Primeira Liga de Ruanda) é a divisão principal do futebol nacional de Ruanda.

## Clubes da Temporada 2016–17
| Time           | Cidade    |
| -------------- | --------- |
| Amagadju       | Gikongoro |
| A.P.R.         | Kigali    |
| AS Kigali      | Kigali    |
| Bugesera       | Nyamata   |
| Espoir         | Cyangugu  |
| Etincelles     | Gisenyi   |
| Gicumbi        | Byumba    |
| Kirehe         |           |
| Kiyovu Sports  | Kigali    |
| Marine         | Gisenyi   |
| Mukura Victory | Butare    |
| Musanze        | Musanze   |
| Pepinières     |           |
| Police         | Kibungo   |
| Rayon Sports   | Nyanza    |
| Sunrise        | Rwamagana |

## Campeões
| Ano     | Clube            |
| ------- | ---------------- |
| 1969    | Kiyovu Sports    |
| 1970    | desconhecido     |
| 1971    | Kiyovu Sports    |
| 1972-74 | desconhecido     |
| 1975    | Rayon Sports     |
| 1976-79 | desconhecido     |
| 1980    | Panthères Noires |
| 1981    | Rayon Sports     |
| 1982    | desconhecido     |
| 1983    | Kiyovu Sports    |
| 1984    | Panthères Noires |
| 1985    | Panthères Noires |
| 1986    | Panthères Noires |
| 1987    | Panthères Noires |
| 1988    | Mukungwa         |
| 1989    | Mukungwa         |
| 1990    | não realizado    |
| 1991    | não realizado    |
| 1992    | Kiyovu Sports    |
| 1993    | Kiyovu Sports    |
| 1994    | não realizado    |
| 1995    | APR              |
| 1996    | APR              |
| 1997    | Rayon Sports     |
| 1998    | Rayon Sports     |
| 1999    | APR              |
| 2000    | APR              |
| 2001    | APR              |
| 2002    | Rayon Sports     |
| 2003    | APR              |
| 2004    | Rayon Sports     |
| 2005    | APR              |
| 2006    | APR              |
| 2007    | APR              |
| 2008    | ATRACO           |
| 2009    | APR              |
| 2010    | APR              |
| 2011    | APR              |
| 2012    | APR              |
| 2013    | Rayon Sports     |
| 2014    | APR              |
| 2015    | APR              |
| 2016    | APR              |
| 2017    | Rayon Sports     |
| 2018    | APR              |
| 2019    | Rayon Sports     |
| 2020    | APR              |
| 2021    | APR              |
| 2022    | APR              |
| 2023    | APR              |

## Performance dos clubes
| Clube            | Cidade    | Títulos | Anos |
| ---------------- | --------- | ------- | --- |
| APR              | Kigali    | 22      | 1995, 1996, 1999, 2000, 2001, 2003, 2005, 2006, 2007, 2009, 2010, 2011, 2012, 2014, 2015, 2016, 2018, 2019, 2020, 2021, 2022, 2023. |
| Rayon Sports     | Nyanza    | 9       | 1975, 1981, 1997, 1998, 2002, 2004, 2013, 2017, 2019.                                                                               |
| Panthères Noires | Kigali    | 5       | 1980, 1984, 1985, 1986, 1987. |
| Kiyovu Sports    | Kigali    | 5       | 1969, 1971, 1983, 1992, 1993 |
| Mukungwa         | Ruhengeri | 2       | 1988, 1989. |
| ATRACO           | Kigali    | 1       | 2008 |

## Artilheiros
| Ano     | Jogador                       | Clube           | Gols |
| 2001    | Luleuti Kyayuna               | APR             | 9    |
| 2002    | n/a                           | n/a             | n/a  |
| 2003    | Milly                         | APR             | 12   |
| 2004    | Abed Mulenda Olivier Karekezi | Rayon Sport APR | 14   |
| 2005    | Jimmy Gatete                  | APR             | 13   |
| 2006    | André Lomami                  | APR             | 13   |
| 2006–07 | Labama Bokota                 | Rayon Sport     | 14   |
| 2007–08 | n/a                           | n/a             | n/a  |
| 2008–09 | Jean Lomami                   | ATRACO          | 12   |
| 2011–12 | Olivier Karekezi              | APR             | 14   |